# Escuadrón de Comunicaciones Blindado 2
El Escuadrón de Comunicaciones Blindado 2 (Esc Com Bl 2) es una subunidad independiente de comunicaciones del Ejército Argentino (EA) con asiento en la guarnición militar de Paraná, Provincia de Entre Ríos, y que depende del Comando de la II Brigada Blindada "Gral. Justo José de Urquiza", en el marco de la 1.ª División de Ejército "Tte. Gral. Juan Carlos Sánchez". Se la considera como la unidad de comunicaciones más antigua en servicio en el EA.

## Historia
El Escuadrón de Comunicaciones Blindado 2 se originó en la fusión de los Batallones de Comunicaciones N.º 1 y N.º 2 en el año 1964. Alojado en la Guarnición de Ejército «Paraná», dependía del Comando de la II Brigada de Caballería. Adoptó el nombre de «Escuadrón de Comunicaciones 2».
El 21 de mayo de 1976, el Comando General del Ejército organizó la jurisdicción del territorio nacional dividiéndolo en zonas, subzonas y áreas a fin de optimizar la denominada «lucha contra la subversión». La Jefatura del Escuadrón de Comunicaciones 2 tuvo a su cargo la Jefatura de la Subzona 221. En el cuartel del Escuadrón funcionó un centro clandestino de detención.
En el año 1992, el Escuadrón de Comunicaciones 2 se convirtió en una unidad de caballería blindada y adoptó el nombre de «Escuadrón de Comunicaciones Blindado 2».